# Utricularia cochleata
Utricularia cochleata är en tätörtsväxtart som beskrevs av C.P.Bove. Utricularia cochleata ingår i släktet bläddror, och familjen tätörtsväxter. Inga underarter finns listade i Catalogue of Life.